# Lijst van gouverneurs van South Carolina
Dit is een lijst met gouverneurs van de Amerikaanse staat South Carolina. Voordat de Verenigde Staten onafhankelijk werden waren er al 30 Britse gouverneurs geweest. South Carolina telt als een van de weinige staten deze gouverneurs mee in de aanduiding van haar gouverneurs. John Rutledge, de eerste gouverneur na de Amerikaanse onafhankelijkheid, wordt dus aangeduid als de 31e gouverneur van South Carolina.

## Gouverneurs (1776–1794)
| Nr.  | Gouverneur | Gouverneur                   | Termijn   | Partij     |
| ---- | ---------- | ---------------------------- | --------- | ---------- |
| 31   |            | John Rutledge (1739–1800)    | 1776-1778 | Partijloos |
| 32   |            | Rawlins Lowndes (1721–1800)  | 1778-1779 | Partijloos |
| (31) |            | John Rutledge (1739–1800)    | 1779-1782 | Partijloos |
| 33   |            | John Mathews (1744–1802)     | 1782-1783 | Partijloos |
| 34   |            | Benjamin Guerard (1740–1788) | 1783-1785 | Partijloos |
| 35   |            | William Moultrie (1730–1805) | 1785-1787 | Partijloos |
| 36   |            | Thomas Pinckney (1750–1828)  | 1787-1789 | Federalist |
| 37   |            | Charles Pinckney (1757–1824) | 1789-1792 | Federalist |
| (35) |            | William Moultrie (1730–1805) | 1792-1794 | Federalist |

## Gouverneurs van South Carolina (1794–heden)
| Nr.                                                                                              | Gouverneur van South Carolina Governor of South Carolina | Gouverneur van South Carolina Governor of South Carolina | Gouverneur van South Carolina Governor of South Carolina | Ambtstermijn     | Ambtstermijn     | Partij(en)   | Verkiezing(en) |
| ------------------------------------------------------------------------------------------------ | -------------------------------------------------------- | -------------------------------------------------------- | -------------------------------------------------------- | ---------------- | ---------------- | ------------ | -------------- |
| 38                                                                                               |                                                          | Arnoldus Vanderhorst                                     | Arnoldus Vanderhorst (1748–1815)                         | 18 december 1794 | 8 december 1796  | F            | 1794           |
| (37)                                                                                             |                                                          | Charles Pinckney                                         | Charles Pinckney (1757–1824)                             | 8 december 1796  | 18 december 1798 | DR           | 1796           |
| 39                                                                                               |                                                          | Edward Rutledge                                          | Edward Rutledge (1749–1800)                              | 18 december 1798 | 23 januari 1800  | F            | 1798           |
| 40                                                                                               |                                                          | John Drayton                                             | John Drayton (1766–1822)                                 | 23 januari 1800  | 8 december 1802  | DR           | 1798           |
| 40                                                                                               | DR                                                       | John Drayton                                             | John Drayton (1766–1822)                                 | 23 januari 1800  | 8 december 1802  | 1800         |                |
| 41                                                                                               |                                                          | James Richardson                                         | James Richardson (1770–1836)                             | 8 december 1802  | 8 december 1804  | DR           | 1802           |
| 42                                                                                               |                                                          | Paul Hamilton                                            | Paul Hamilton (1762–1816)                                | 8 december 1804  | 10 december 1806 | DR           | 1804           |
| (37)                                                                                             |                                                          | Charles Pinckney                                         | Charles Pinckney (1757–1824)                             | 10 december 1806 | 10 december 1808 | DR           | 1806           |
| (40)                                                                                             |                                                          | John Drayton                                             | John Drayton (1766–1822)                                 | 10 december 1808 | 10 december 1810 | DR           | 1808           |
| 43                                                                                               |                                                          | Henry Middleton                                          | Henry Middleton (1770–1846)                              | 10 december 1810 | 10 december 1812 | DR           | 1810           |
| 44                                                                                               |                                                          | Joseph Alston                                            | Joseph Alston (1779–1816)                                | 10 december 1812 | 10 december 1814 | DR           | 1812           |
| 45                                                                                               |                                                          | David Rogerson Williams                                  | David Rogerson Williams (1776–1830)                      | 10 december 1814 | 5 december 1816  | DR           | 1814           |
| 46                                                                                               |                                                          | Andrew Pickens                                           | Andrew Pickens (1779–1838)                               | 5 december 1816  | 1 december 1818  | DR           | 1816           |
| 47                                                                                               |                                                          |                                                          | John Geddes (1777–1828)                                  | 1 december 1818  | 8 december 1820  | DR           | 1818           |
| 48                                                                                               |                                                          | Thomas Bennett                                           | Thomas Bennett (1781–1865)                               | 8 december 1820  | 8 december 1822  | DR           | 1820           |
| 49                                                                                               |                                                          | John Lyde Wilson                                         | John Lyde Wilson (1784–1849)                             | 8 december 1822  | 5 december 1824  | DR           | 1822           |
| 50                                                                                               |                                                          | Richard Manning I                                        | Richard Manning I (1789–1836)                            | 5 december 1824  | 10 december 1826 | DR           | 1824           |
| 51                                                                                               |                                                          | John Taylor                                              | John Taylor (1770–1832)                                  | 10 december 1826 | 6 december 1828  | DR (1826–28) | 1826           |
| 51                                                                                               | D (1828)                                                 | John Taylor                                              | John Taylor (1770–1832)                                  | 10 december 1826 | 6 december 1828  |              | 1826           |
| 52                                                                                               |                                                          | Stephen Decatur Miller                                   | Stephen Decatur Miller (1787–1838)                       | 6 december 1828  | 10 december 1830 | NP           | 1826           |
| 53                                                                                               |                                                          | James Hamilton                                           | James Hamilton (1786–1857)                               | 10 december 1830 | 10 december 1832 | NP           | 1830           |
| 54                                                                                               |                                                          | Robert Hayne                                             | Robert Hayne (1791–1839)                                 | 10 december 1832 | 10 december 1834 | NP           | 1832           |
| 55                                                                                               |                                                          | George McDuffie                                          | George McDuffie (1790–1851)                              | 10 december 1834 | 10 december 1836 | D            | 1834           |
| 56                                                                                               |                                                          | Pierce Mason Butler                                      | Pierce Mason Butler (1798–1847)                          | 10 december 1836 | 8 december 1838  | D            | 1836           |
| 57                                                                                               |                                                          | Patrick Noble                                            | Patrick Noble (1787–1840)                                | 8 december 1838  | 7 april 1840     | D            | 1838           |
| 58                                                                                               |                                                          |                                                          | Barnabas Henagan (1798–1855)                             | 7 april 1840     | 10 december 1840 | D            | 1838           |
| 59                                                                                               |                                                          | John Richardson I                                        | John Richardson I (1804–1864)                            | 10 december 1840 | 8 december 1842  | D            | 1840           |
| 60                                                                                               |                                                          | James Hammond                                            | James Hammond (1807–1864)                                | 8 december 1842  | 6 december 1844  | D            | 1842           |
| 61                                                                                               |                                                          | William Aiken                                            | William Aiken (1806–1887)                                | 6 december 1844  | 1 december 1846  | D            | 1844           |
| 62                                                                                               |                                                          | David Johnson                                            | David Johnson (1782–1855)                                | 1 december 1846  | 12 december 1848 | D            | 1846           |
| 63                                                                                               |                                                          | Whitemarsh Seabrook                                      | Whitemarsh Seabrook (1793–1855)                          | 12 december 1848 | 15 december 1850 | D            | 1848           |
| 64                                                                                               |                                                          | John Means                                               | John Means (1812–1862)                                   | 15 december 1850 | 10 december 1852 | D            | 1850           |
| 65                                                                                               |                                                          | John Manning                                             | John Manning (1816–1889)                                 | 10 december 1852 | 10 december 1854 | D            | 1852           |
| 66                                                                                               |                                                          | James Hopkins Adams                                      | James Hopkins Adams (1812–1861)                          | 10 december 1854 | 10 december 1856 | D            | 1854           |
| 67                                                                                               |                                                          | Robert Allston                                           | Robert Allston (1801–1864)                               | 10 december 1856 | 15 december 1858 | D            | 1856           |
| 68                                                                                               |                                                          | William Gist                                             | William Gist (1807–1874)                                 | 10 december 1858 | 15 december 1860 | D            | 1858           |
| Geconfedereerde Staten van Amerika (1860–1865)                                                   |                                                          |                                                          |                                                          |                  |                  |              |                |
| 73                                                                                               |                                                          | James Orr                                                | James Orr (1822–1873)                                    | 25 november 1865 | 6 juli 1868      | O            | 1865           |
| 74                                                                                               |                                                          | Robert Kingston Scott                                    | Robert Kingston Scott (1826–1900)                        | 6 juli 1868      | 10 december 1872 | R            | 1868           |
| 74                                                                                               | 1870                                                     | Robert Kingston Scott                                    | Robert Kingston Scott (1826–1900)                        | 6 juli 1868      | 10 december 1872 | R            |                |
| 75                                                                                               |                                                          | Franklin Moses                                           | Franklin Moses (1838–1906)                               | 10 december 1872 | 1 december 1874  | R            | 1872           |
| 76                                                                                               |                                                          | Daniel Chamberlain                                       | Daniel Chamberlain (1835–1907)                           | 1 december 1874  | 14 december 1876 | R            | 1874           |
| Betwiste verkiezing in 1876 tussen Chamberlain en Hampton III (14 december 1876 – 10 april 1877) |                                                          |                                                          |                                                          |                  |                  |              |                |
| 77                                                                                               |                                                          | Wade Hampton III                                         | Wade Hampton III (1818–1902)                             | 10 april 1877    | 4 maart 1879     | D            | 1876           |
| 77                                                                                               | 1878                                                     | Wade Hampton III                                         | Wade Hampton III (1818–1902)                             | 10 april 1877    | 4 maart 1879     | D            |                |
| 78                                                                                               |                                                          | William Simpson                                          | William Simpson (1823–1890)                              | 4 maart 1879     | 1 september 1880 | D            |                |
| 79                                                                                               |                                                          | Thomas Jeter                                             | Thomas Jeter (1827–1883)                                 | 1 september 1880 | 30 november 1880 | D            |                |
| 80                                                                                               |                                                          | Johnson Hagood                                           | Johnson Hagood (1829–1898)                               | 30 november 1880 | 1 december 1882  | D            | 1880           |
| 81                                                                                               |                                                          | Hugh Thompson                                            | Hugh Thompson (1836–1904)                                | 1 december 1882  | 10 juli 1886     | D            | 1882           |
| 81                                                                                               | 1884                                                     | Hugh Thompson                                            | Hugh Thompson (1836–1904)                                | 1 december 1882  | 10 juli 1886     | D            |                |
| 82                                                                                               |                                                          | John Calhoun Sheppard                                    | John Calhoun Sheppard (1850–1931)                        | 10 juli 1886     | 30 november 1886 | D            |                |
| 83                                                                                               |                                                          | John Richardson II                                       | John Richardson II (1831–1899)                           | 30 november 1886 | 4 december 1890  | D            | 1886           |
| 83                                                                                               | 1888                                                     | John Richardson II                                       | John Richardson II (1831–1899)                           | 30 november 1886 | 4 december 1890  | D            |                |
| 84                                                                                               |                                                          | Benjamin Tillman                                         | Benjamin Tillman (1847–1918)                             | 4 december 1890  | 4 december 1894  | D            | 1890           |
| 84                                                                                               | 1892                                                     | Benjamin Tillman                                         | Benjamin Tillman (1847–1918)                             | 4 december 1890  | 4 december 1894  | D            |                |
| 85                                                                                               |                                                          | John Gary Evans                                          | John Gary Evans (1863–1942)                              | 4 december 1894  | 17 januari 1897  | D            | 1894           |
| 86                                                                                               |                                                          | William Ellerbe                                          | William Ellerbe (1862–1899)                              | 17 januari 1897  | 2 juni 1899      | D            | 1896           |
| 86                                                                                               | 1898                                                     | William Ellerbe                                          | William Ellerbe (1862–1899)                              | 17 januari 1897  | 2 juni 1899      | D            |                |
| 87                                                                                               |                                                          | Miles McSweene                                           | Miles McSweene (1855–1909)                               | 2 juni 1899      | 20 januari 1903  | D            |                |
| 87                                                                                               | D                                                        | Miles McSweene                                           | Miles McSweene (1855–1909)                               | 2 juni 1899      | 20 januari 1903  | 1900         |                |
| 88                                                                                               |                                                          | Duncan Heyward                                           | Duncan Heyward (1864–1943)                               | 20 januari 1903  | 15 januari 1907  | D            | 1902           |
| 88                                                                                               | 1904                                                     | Duncan Heyward                                           | Duncan Heyward (1864–1943)                               | 20 januari 1903  | 15 januari 1907  | D            |                |
| 89                                                                                               |                                                          | Martin Ansel                                             | Martin Ansel (1850–1945)                                 | 15 januari 1907  | 18 januari 1911  | D            | 1906           |
| 89                                                                                               | 1908                                                     | Martin Ansel                                             | Martin Ansel (1850–1945)                                 | 15 januari 1907  | 18 januari 1911  | D            |                |
| 90                                                                                               |                                                          | Cole Blease                                              | Cole Blease (1868–1942)                                  | 18 januari 1911  | 15 januari 1915  | D            | 1910           |
| 90                                                                                               | 1912                                                     | Cole Blease                                              | Cole Blease (1868–1942)                                  | 18 januari 1911  | 15 januari 1915  | D            |                |
| 91                                                                                               |                                                          | Charles Aurelius Smith                                   | Charles Aurelius Smith (1861–1916)                       | 15 januari 1915  | 20 januari 1915  | D            |                |
| 92                                                                                               |                                                          | Richard Manning                                          | Richard Manning II (1859–1931)                           | 20 januari 1915  | 20 januari 1919  | D            | 1914           |
| 92                                                                                               | 1916                                                     | Richard Manning                                          | Richard Manning II (1859–1931)                           | 20 januari 1915  | 20 januari 1919  | D            |                |
| 93                                                                                               |                                                          | Robert Cooper                                            | Robert Cooper (1874–1953)                                | 20 januari 1919  | 20 mei 1922      | D            | 1918           |
| 93                                                                                               | 1920                                                     | Robert Cooper                                            | Robert Cooper (1874–1953)                                | 20 januari 1919  | 20 mei 1922      | D            |                |
| 94                                                                                               |                                                          |                                                          | Wilson Harvey (1866–1932)                                | 20 mei 1922      | 16 januari 1923  | D            |                |
| 95                                                                                               |                                                          | Thomas McLeod                                            | Thomas McLeod (1868–1932)                                | 16 januari 1923  | 17 januari 1927  | D            | 1922           |
| 95                                                                                               | 1924                                                     | Thomas McLeod                                            | Thomas McLeod (1868–1932)                                | 16 januari 1923  | 17 januari 1927  | D            |                |
| 96                                                                                               |                                                          | John Richards                                            | John Richards (1864–1941)                                | 17 januari 1927  | 20 januari 1931  | D            | 1926           |
| 97                                                                                               |                                                          | Ibra Blackwood                                           | Ibra Blackwood (1878–1936)                               | 20 januari 1931  | 15 januari 1935  | D            | 1930           |
| 98                                                                                               |                                                          | Olin Johnston                                            | Olin Johnston (1896–1965)                                | 15 januari 1935  | 17 januari 1939  | D            | 1934           |
| 99                                                                                               |                                                          | Burnet Maybank                                           | Burnet Maybank (1899–1954)                               | 17 januari 1939  | 4 november 1941  | D            | 1938           |
| 100                                                                                              |                                                          | Joseph Harley                                            | Joseph Harley (1880–1942)                                | 4 november 1941  | 27 februari 1942 | D            | 1938           |
| 101                                                                                              |                                                          | Richard Jefferies                                        | Richard Jefferies (1889–1964)                            | 27 februari 1942 | 20 januari 1943  | D            | 1938           |
| (98)                                                                                             |                                                          | Olin Johnston                                            | Olin Johnston (1896–1965)                                | 20 januari 1943  | 1 januari 1945   | D            | 1942           |
| 102                                                                                              |                                                          |                                                          | Ransome Williams (1892–1970)                             | 1 januari 1945   | 20 januari 1947  | D            | 1942           |
| 103                                                                                              |                                                          | Strom Thurmond                                           | Strom Thurmond (1902–2003)                               | 20 januari 1947  | 16 januari 1951  | D            | 1946           |
| 104                                                                                              |                                                          | James Byrnes                                             | James Byrnes (1882–1972)                                 | 16 januari 1951  | 18 januari 1955  | D            | 1950           |
| 105                                                                                              |                                                          | George Bell Timmerman                                    | George Bell Timmerman (1912–1994)                        | 18 januari 1955  | 15 januari 1959  | D            | 1954           |
| 106                                                                                              |                                                          | Fritz Hollings                                           | Fritz Hollings (1922–2019)                               | 15 januari 1959  | 15 januari 1963  | D            | 1958           |
| 107                                                                                              |                                                          | Donald Russell                                           | Donald Russell (1906–1998)                               | 15 januari 1963  | 22 april 1965    | D            | 1962           |
| 108                                                                                              |                                                          | Robert McNair                                            | Robert McNair (1923–2007)                                | 22 april 1965    | 19 januari 1971  | D            | 1962           |
| 108                                                                                              | D                                                        | Robert McNair                                            | Robert McNair (1923–2007)                                | 22 april 1965    | 19 januari 1971  | 1966         |                |
| 109                                                                                              |                                                          | John West                                                | John West (1922–2004)                                    | 19 januari 1971  | 20 januari 1975  | D            | 1970           |
| 110                                                                                              |                                                          | James Edwards                                            | James Edwards (1927–2014)                                | 20 januari 1975  | 10 januari 1979  | R            | 1974           |
| 111                                                                                              |                                                          | Richard Riley                                            | Richard Riley (1933)                                     | 10 januari 1979  | 14 januari 1987  | D            | 1978           |
| 111                                                                                              | 1982                                                     | Richard Riley                                            | Richard Riley (1933)                                     | 10 januari 1979  | 14 januari 1987  | D            |                |
| 112                                                                                              |                                                          | Carroll Campbell                                         | Carroll Campbell (1940–2005)                             | 14 januari 1987  | 11 januari 1995  | R            | 1986           |
| 112                                                                                              | 1990                                                     | Carroll Campbell                                         | Carroll Campbell (1940–2005)                             | 14 januari 1987  | 11 januari 1995  | R            |                |
| 113                                                                                              |                                                          | David Beasley                                            | David Beasley (1957)                                     | 11 januari 1995  | 13 januari 1999  | R            | 1994           |
| 114                                                                                              |                                                          | Jim Hodges                                               | Jim Hodges (1956)                                        | 13 januari 1999  | 15 januari 2003  | D            | 1998           |
| 115                                                                                              |                                                          | Mark Sanford                                             | Mark Sanford (1960)                                      | 15 januari 2003  | 11 januari 2011  | R            | 2004           |
| 115                                                                                              | 2006                                                     | Mark Sanford                                             | Mark Sanford (1960)                                      | 15 januari 2003  | 11 januari 2011  | R            |                |
| 116                                                                                              |                                                          | Nikki Haley                                              | Nikki Haley (1972)                                       | 11 januari 2011  | 25 januari 2017  | R            | 2010           |
| 116                                                                                              | 2014                                                     | Nikki Haley                                              | Nikki Haley (1972)                                       | 11 januari 2011  | 25 januari 2017  | R            |                |
| 117                                                                                              |                                                          |                                                          | Henry McMaster (1947)                                    | 25 januari 2017  | heden            | R            |                |
| 117                                                                                              | 2018                                                     |                                                          | Henry McMaster (1947)                                    | 25 januari 2017  | heden            | R            |                |
| 117                                                                                              | 2022                                                     |                                                          | Henry McMaster (1947)                                    | 25 januari 2017  | heden            | R            |                |

(D): Democraat · (R): Republikein · (O): Onafhankelijk